# 高雄號兩棲指揮艦
高雄號兩棲指揮艦（LCC-1）是中華民國海軍唯一一艘現役的兩棲指揮艦，也是第一艘以台灣地名命名的軍艦。本艦最初於美國海軍服役時僅有舷號LST-735，後獲名杜克斯郡（Dukes County）；參與過第二次世界大战與朝鲜战争，並獲美國、大韓民國與菲律賓三國政府頒授獎章。
高雄號兩棲指揮艦目前為國家中山科學研究院的裝備測試平台，用以驗證該院開發的各項新式艦用裝備。

## 艦歷

### 美國海軍
本艦於1944年1月30日於宾夕法尼亚州匹兹堡的德拉佛集團造船廠開工，同年3月11日下水，並被賦予735的舷號。1944年4月26日服役後，LST-735即赴太平洋战场支援1944年8月的塞班島戰役，後於1945年1至6月間陸續參加了林加延灣戰役、蘇比克灣出擊與沖繩島戰役。第二次世界大戰結束後，該艦被短暫除役，並在朝鲜战争開打後重新加入美國海軍第七艦隊作為掃雷指揮艦。1955年7月1日，LST-735獲名「杜克斯郡」（Dukes County）。
美國於1957年5月以租借的名義將杜克斯郡號戰車登陸艦轉交中華民國海軍，1974年11月1日自美國海軍正式除籍。

### 中華民國海軍
1957年5月21日，美國以美援名義於加州長堤海軍基地將杜克斯郡號戰車登陸艦移交中華民國海軍，本艦得名「中熙」（LST-219），隸屬於中華民國海軍登陸艦隊司令部第五十四戰隊。同年8月，中熙軍艦首度參與南沙群岛巡航任務，但因颱風來襲而在美國海軍蘇比克灣基地中錨泊三天，而後又需將海軍官校實習生載回左營港上課，故未能抵達南沙群島。本艦在後續數年內參與多場登陸演習:148，並於1961年5月1日海軍兩棲部隊司令部成立後改隸海軍登陸第二艦隊第六十二戰隊。:113-115

#### 兩棲指揮艦
八二三砲戰結束後，美國向中華民國提供一套通信模組以提高兩棲單位間的指揮效率。海軍於1960年11月1日開始在中熙軍艦上安裝此套通信模組，此時舷號也改為代表兩棲通信旗艦的AGC-143。翌年11月1日，改裝完畢的中熙軍艦更名為高雄軍艦（AGC-1），艦長提為上校編制，另增設中校級主官的聯合作戰中心，下轄作戰、通信及電子三組。此時的高雄軍艦共有軍士官兵共90人，直屬兩棲部隊司令部。:1501976年1月1日，高雄軍艦因美國海軍調整艦艇分類方式而將艦種改為兩棲通信指揮艦，舷號改為對應的LCC-663，最後於1979年11月1日改為現行使用的LCC-1。
由於此批戰車登陸艦為美國在二戰中應急建造的艦艇，其艦體結構強度堪慮，中華民國海軍遂於1966至1971年間執行「新中計畫」，將高雄軍艦等中海級戰車登陸艦內部的設備移至台灣造船公司（現台灣國際造船公司）建造的新船殼內，1996年實施的「中新計畫」則更新此批軍艦的主機設備與電機系統。
1991年12月16日，高雄軍艦減編為二級艦，其艦長也降為中校編制。該艦在服役後期負責外離島運補任務與兩棲登陸演習中的指揮任務，其艦務狀況也相當良好，甚至在「中新計畫」結束後立即擔負兩艘中和級戰車登陸艦的接艦任務。2013年3月，美國太平洋艦隊約翰·明亞德（John Minyard）一等艦隊士官長訪問高雄軍艦時更表示「她現在仍然表現傑出，並且隨時準備作戰」（She is in outstanding condition and is battle ready.）。

#### 裝備測試艦
高雄軍艦於2017年被國家中山科學研究院選作新型裝備的測試平台。中科院隨後於艦上安裝一座長寬各11公尺、高6公尺，重20噸的八角形雷達塔與一座尺寸較小的敵我識別天線塔以模擬軍艦上層結構。此外，艦上也搭載中科院研發的「迅聯」艦用戰鬥系統與一組Mk 41垂直發射系統以測試海弓三型防空飛彈。2021年6月，該艦的艦艉處加裝了斜向發射型海劍二型防空飛彈發射架、戰系型海劍羚飛彈系統與一組CS/SPS-2B雷達，雷達塔上安裝的雷達天線樣式則與先前版本有明顯差異，顯示其安裝了新型電子掃描陣列雷達以供測試。:74此後，高雄軍艦陸續測試了中科院研製的整合式艦用航儀導航系統，「華揚」垂直發射系統與垂直發射型海劍二、海弓三兩種防空飛彈的整合也在艦上通過海軍的作戰測評；自帶小型主動相位陣列雷達與光電感測系統的獨立型海劍羚飛彈系統與電子反反制系統則於2024年上艦測試。
由於中華民國海軍亟需人力接收各項新式武器裝備，高雄軍艦預計於2025年中旬退役以釋放人力，其上的裝備也已移至中科院九鵬院區進行後續測試。未具名的軍方人士向媒體表示各項新式裝備的測試已有安排，相關的海上測試及艦上測試不會中斷。

## 歷任艦長
| 美國海軍         | 美國海軍                 | 美國海軍 | 美國海軍       | 美國海軍       |
| 順序             | 姓名                     | 軍銜     | 上任日期       | 卸任日期       |
| ---------------- | ------------------------ | -------- | -------------- | -------------- |
| 1                | Aldous, Theodore F.      | 上尉     | 1944年4月26日  | 1946年3月      |
| 2                | Larsen, Herman Colle     | 中尉     | 1946年3月      | 1946年7月      |
| 封存             |                          |          |                |                |
| 3                | Smith, G. F.             | 上尉     | 1950年11月3日  | ?              |
| 4                | Keen, Timothy Joseph     | 上尉     | ?              | 1954年         |
| 5                | Gaffney, William Stowell | 少校     | ?              | 1959年         |
| 中華民國海軍:149 |                          |          |                |                |
| 1                | 呂狄亞                   | 上校     | 1961年11月1日  | 1962年11月1日  |
| 2                | 賈鐵生                   | 上校     | 1962年11月1日  | 1964年7月1日   |
| 3                | 關儀                     | 上校     | 1964年7月1日   | 1966年1月1日   |
| 4                | 秦慶華                   | 上校     | 1966年1月1日   | 1967年5月16日  |
| 5                | 王梅岑                   | 上校     | 1967年5月16日  | 1968年12月21日 |
| 6                | 王謁如                   | 上校     | 1968年12月21日 | 1970年12月21日 |
| 7                | 涂明昭                   | 上校     | 1970年12月21日 | 1972年5月24日  |
| 8                | 劉審智                   | 上校     | 1972年5月24日  | 1973年7月6日   |
| 9                | 李兆民                   | 上校     | 1973年7月6日   | 1975年2月21日  |
| 10               | 李懷堯                   | 上校     | 1975年2月21日  | 1977年3月21日  |
| 11               | 張祉揚                   | 上校     | 1977年3月21日  | 1978年10月1日  |
| 12               | 藍成龍                   | 上校     | 1978年10月1日  | 1980年5月11日  |
| 13               | 賈葆才                   | 上校     | 1980年5月11日  | 1982年3月22日  |
| 14               | 方建中                   | 上校     | 1982年3月22日  | 1983年7月2日   |
| 15               | 謝新平                   | 上校     | 1983年7月2日   | 1984年9月1日   |
| 16               | 朱時渝                   | 上校     | 1984年9月1日   | 1985年11月1日  |
| 17               | 吳漢榮                   | 上校     | 1985年11月1日  | 1986年9月1日   |
| 18               | 蘇鴻潤                   | 上校     | 1986年9月1日   | 1987年12月16日 |
| 19               | 柯建材                   | 上校     | 1987年12月16日 | 1989年3月1日   |
| 20               | 吳福生                   | 上校     | 1989年3月1日   | 1990年6月1日   |
| 21               | 陸士英                   | 上校     | 1990年6月1日   | 1991年9月1日   |
| 22               | 隨冀平                   | 上校     | 1991年9月1日   | 1993年3月16日  |
| 23               | 陳虞奕                   | 中校     | 1993年3月16日  | 1994年10月16日 |
| 24               | 陳可乾                   | 中校     | 1994年10月16日 | 1996年7月1日   |
| 25               | 周美伍                   | 中校     | 1996年7月1日   | 1998年1月1日   |
| 26               | 張德方                   | 中校     | 1998年1月1日   | 1999年7月16日  |
| 27               | 李宗孝                   | 中校     | 1999年7月16日  | 2001年1月16日  |
| 28               | 陳宏勳                   | 中校     | 2001年1月16日  | 2003年1月16日  |
| 29               | 何忠技                   | 中校     | 2003年1月16日  | 2005年1月16日  |
| 30               | 劉義忠                   | 中校     | 2005年1月16日  | 2007年1月16日  |
| 31               | 林明華                   | 中校     | 2007年1月16日  | ?              |
| 以下資料暫缺     |                          |          |                |                |

## 獲得榮譽[3]
| | Bronze star · Bronze star · Bronze star · Bronze star |  |
| Width=44 scarlet ribbon with a central width-4 golden yellow stripe, flanked by pairs of width-1 scarlet, white, Old Glory blue, and white stripes | Bronze star · Bronze star · Bronze star               |  |
| Bronze star · Bronze star |                                                       |  |

| 美國戰役獎章                             | 亞太戰役獎章 四枚服役星章 | 二戰勝利獎章                |
| 國防部服役獎章                           | 韓國服役獎章 三枚服役星章 | 菲律賓總統嘉獎 由菲律賓授予 |
| 菲律賓解放獎章 兩枚服役星章 由菲律賓授予 | 聯合國服役獎章            | 韓戰服役獎章 由大韓民國授予 |

## 圖集
- 作為掃雷指揮艦的杜克斯郡號
- 停泊於元山港外的杜克斯郡號
- 杜克斯郡號與其搭載的直升機

- 正在進行大修的高雄軍艦
- 高雄軍艦艦艏艙門大開
- 尚未安裝雷達天線陣列的雷達塔
- 高雄艦上的雷達塔（右）、電子反反制系統（中上）、垂直發射系統（中）與敵我識別天線（左上）